# Cyanauges ruficornis
Cyanauges ruficornis är en tvåvingeart som beskrevs av Ignaz Rudolph Schiner 1868. Cyanauges ruficornis ingår i släktet Cyanauges och familjen vapenflugor. Inga underarter finns listade i Catalogue of Life.